# Montureux-et-Prantigny
Montureux-et-Prantigny és un municipi francès situat al departament de l'Alt Saona i a la regió de Borgonya - Franc Comtat. L'any 2007 tenia 250 habitants.

## Demografia

### Població
El 2007 la població de fet de Montureux-et-Prantigny era de 250 persones. Hi havia 93 famílies, de les quals 26 eren unipersonals (13 homes vivint sols i 13 dones vivint soles), 25 parelles sense fills, 34 parelles amb fills i 8 famílies monoparentals amb fills.
La població ha evolucionat segons el següent gràfic:
Habitants censats

### Habitatges
El 2007 hi havia 105 habitatges, 94 eren l'habitatge principal de la família, 6 eren segones residències i 4 estaven desocupats. 101 eren cases i 3 eren apartaments. Dels 94 habitatges principals, 79 estaven ocupats pels seus propietaris, 12 estaven llogats i ocupats pels llogaters i 4 estaven cedits a títol gratuït; 3 tenien dues cambres, 6 en tenien tres, 24 en tenien quatre i 61 en tenien cinc o més. 84 habitatges disposaven pel capbaix d'una plaça de pàrquing. A 49 habitatges hi havia un automòbil i a 40 n'hi havia dos o més.

### Piràmide de població
La piràmide de població per edats i sexe el 2009 era:
| Homes | Edats   | Dones |
| ----- | ------- | ----- |
| 0     | 95 o +  | 0     |
| 0     | 90 a 94 | 0     |
| 0     | 85 a 89 | 0     |
| 0     | 80 a 84 | 4     |
| 4     | 75 a 79 | 0     |
| 0     | 70 a 74 | 4     |
| 16    | 65 a 69 | 4     |
| 12    | 60 a 64 | 4     |
| 8     | 55 a 59 | 8     |
| 4     | 50 a 54 | 16    |
| 8     | 45 a 49 | 4     |
| 0     | 40 a 44 | 0     |
| 4     | 35 a 39 | 4     |
| 8     | 30 a 34 | 8     |
| 12    | 25 a 29 | 0     |
| 0     | 20 a 24 | 8     |
| 4     | 15 a 19 | 0     |
| 8     | 10 a 14 | 4     |
| 16    | 5 a 9   | 8     |
| 4     | 0 a 4   | 0     |

## Economia
El 2007 la població en edat de treballar era de 132 persones, 96 eren actives i 36 eren inactives. De les 96 persones actives 93 estaven ocupades (49 homes i 44 dones) i 3 estaven aturades (2 homes i 1 dona). De les 36 persones inactives 13 estaven jubilades, 10 estaven estudiant i 13 estaven classificades com a «altres inactius».

### Ingressos
El 2009 a Montureux-et-Prantigny hi havia 86 unitats fiscals que integraven 219 persones, la mediana anual d'ingressos fiscals per persona era de 15.893 €.

### Activitats econòmiques
Dels 3 establiments que hi havia el 2007, 1 era d'una empresa de construcció, 1 d'una empresa de comerç i reparació d'automòbils i 1 d'una empresa d'hostatgeria i restauració.
L'any 2000 a Montureux-et-Prantigny hi havia 9 explotacions agrícoles.

## Poblacions més properes
El següent diagrama mostra les poblacions més properes.